# 雙B
双B為一台灣獨有用語，指德國賓士（Mercedes-Benz）及BMW（寶馬）兩大汽車品牌之合稱。取兩廠牌「B」字首而稱之。

## 緣由
賓士和BMW在1960～1970年代即已引進台灣，由於其產品本身經過長期市場考驗，並且代理商在品牌策略的操作方面也有其成功之處，而普遍受到政治人物、企業人士喜愛，因而成為早期台灣高級車的代名詞，進而出現"雙B"一詞。時至今日，雙B在台灣的品牌形象，依舊被視為多金、高貴，高級車的代表。

## 觀點
由於新聞媒體的報導或個人有限的生活經驗，部分民眾對雙B產生負面印象，認為雙B是黑道、流氓，乃至於暴發戶在開的。但因為賓士和BMW，在台灣銷售已久，市佔率也居高不下。而早期高級車市場的選擇較少，產品銷售族群廣泛，自然各行各業的人也多。再加上"雙B"一詞經常在新聞報導中被刻意突顯出來，以及高級車品牌本身即容易被聚焦放大，因此才會造成對雙B的負面印象。